# Marele Premiu de la Abu Dhabi din 2021
Marele Premiu de la Abu Dhabi din 2021 (cunoscut oficial sub numele de Formula 1 Etihad Airways Abu Dhabi Grand Prix 2021) a fost o cursă de Formula 1 care s-a desfășurat între 10 și12 decembrie 2021 pe circuitul Yas Marina din Abu Dhabi, Emiratele Arabe Unite. Cursa a fost cea de-a douăzeci și doua, și ultima rundă a Campionatului Mondial de Formula 1 din 2021. Cursa a decis atât campionul la piloți, cât și cel la constructori; Max Verstappen și Lewis Hamilton au avut ambii 369,5 puncte înainte de cursă. Verstappen a câștigat cursa în ultimul tur, după o repornire controversată după mașina de siguranță în ultimele momente ale cursei.
Odată cu victoria lui Verstappen, el a câștigat primul Campionat Mondial al Piloților de Formula 1 din cariera sa. Mercedes a câștigat al optulea Campionat Mondial al Constructorilor de Formula 1 consecutiv, stabilind un nou record. Marele Premiu a fost, de asemenea, cursa finală pentru fostul campion mondial, Kimi Räikkönen; finlandezul în vârstă de 42 de ani s-a retras din sport după o carieră de două decenii, care a cuprins 349 de Mari Premii.

## Context
Cursa a fost programată inițial să aibă loc pe 5 decembrie, dar a fost reprogramată după amânarea Marelui Premiu al Australiei din cauza pandemiei de COVID-19.

### Reamenajarea circuitului
Yas Marina a suferit o reamenajare care a scurtat pista și timpul preconizat pe tur pentru a crește vitezele maxime și oportunitățile de depășire. Șicana de după virajul 4 a fost îndepărtată, iar virajul-ac de păr 5 (care era virajul 7 înainte de reamenajare) a fost lărgit. Secvența de viraje în patru colțuri care au fost virajele 11-14, a devenit un viraj înclinat 9. Raza virajului 12–15 (anterior 17–20) a fost mărită, pentru a permite mașinilor să poată menține mai multă viteză, cu modificările la virajul 15 permițând mașinilor să poată avea pedala până la podea prin viraj.

### Participanți
Piloții și echipele au fost inițial aceleași cu lista de înscrieri în sezon, fără piloți suplimentari de rezervă pentru cursă. Jack Aitken a condus pentru Williams în prima sesiune de antrenamente, în locul lui George Russell. Nikita Mazepin s-a retras înainte de cursă după ce a fost testat pozitiv cu coronavirus, dar nu a fost înlocuit de pilotul de rezervă, Pietro Fittipaldi, deoarece nu a participat la o sesiune anterioară cursei.
Marele Premiu a marcat ultima cursă de Formula 1 pentru campionul mondial din 2007, Kimi Räikkönen, care și-a anunțat intenția de a se retrage la sfârșitul campionatului, punând capăt carierei sale în Formula 1 după 19 sezoane. De asemenea, a marcat ultima cursă pentru Antonio Giovinazzi, care urmează să treacă în Formula E, și ultimele curse pentru George Russell și Valtteri Bottas la Williams și, respectiv, Mercedes, care se vor muta la Mercedes și Alfa Romeo Racing. Bottas a concurat cu o cască specială pentru această ocazie, prezentând fotografii cu toate momentele petrecute la Mercedes, și a îmbrăcat un set special de salopete de curse albastre. Această cursă a marcat și ultima cursă pentru Honda, deoarece compania japoneză își încetează furnizarea de motoare către echipele Red Bull Racing și AlphaTauri deși aceasta va oferi asistență către Red Bull Powertrains, care preia furnizarea de motoare.

### Clasamentul campionatului înainte de cursă și permutările de titlu
Rivalii la titlu, Max Verstappen (Red Bull Racing) și Lewis Hamilton (Mercedes) au intrat ambii în rundă cu 369,5 puncte, lăsându-i pe pretendenții la titlu la nivel egal de puncte pentru runda finală, pentru prima dată din 1974 și pentru a doua oară în istoria sportului. Campionatul la Piloți a fost decis în runda finală pentru a 30-a oară, și pentru prima dată din 2016. Pilotul care a marcat cele mai multe puncte ar câștiga Campionatul; dacă piloții ar fi obținut o sumă egală de puncte, Verstappen ar fi câștigat campionatul, deoarece a câștigat mai multe curse (nouă față de cele opt ale lui Hamilton) înainte de această cursă.
În Campionatul la Constructori, Mercedes a condus cu 587,5 puncte, cu 28 de puncte peste Red Bull care a acumulat 559,5, cu 44 încă disponibile; aceasta a fost prima dată din 2008 când runda finală a sezonului a decis Campionatul la Constructori. La mijlocul terenului, Ferrari a condus McLaren în lupta pentru locul trei la constructori cu o marjă de 38,5 puncte.
Luptele aspre pe pistă de-a lungul sezonului au dus la îngrijorarea că unul dintre piloți ar putea provoca o coliziune deliberată în cursă în încercarea de a câștiga campionatul: bătălia de campionat din 1989 dintre coechipierii McLaren, Ayrton Senna și Alain Prost, a fost decisă de un astfel de incident. la Marele Premiu al Japoniei; revanșa campionatului din 1990 – cu Prost acum la Ferrari – s-a încheiat în favoarea lui Senna cu o altă coliziune la cursa de la Suzuka; Ciocnirea lui Michael Schumacher cu Damon Hill la Marele Premiu al Australiei din 1994 l-a scos pe britanic din competiția pentru titlu în acel an; iar o coliziune nereușită concepută de Schumacher împotriva lui Jacques Villeneuve la Marele Premiu al Europei din 1997 a dus la descalificarea pilotului german din campionatul din acel an. Ca răspuns la îngrijorări, directorul de curse, Michael Masi a avertizat că Verstappen sau Hamilton ar putea face obiectul unor sancțiuni suplimentare din partea FIA dacă unul dintre ei decide să producă o coliziune deliberată la încheierea cursei în încercarea de a crea un rezultat favorabil, până la și inclusiv descalificarea din campionat sau interdicțiile de curse viitoare.

### Alegerile anvelopelor
Furnizorul unic de anvelope, Pirelli, a furnizat compușii de anvelope C3, C4 și C5 - cele mai moi selecții disponibile - pentru utilizare în condiții uscate.

## Calificări
| Poz.                  | Nr. | Pilot              | Constructor               | Timpi calificări | Timpi calificări | Timpi calificări | Grila finală |
| Poz.                  | Nr. | Pilot              | Constructor               | Q1               | Q2               | Q3               | Grila finală |
| --------------------- | --- | ------------------ | ------------------------- | ---------------- | ---------------- | ---------------- | ------------ |
| 1                     | 33  | Max Verstappen     | Red Bull Racing-Honda     | 1:23,322         | 1:22,800         | 1:22,109         | 1            |
| 2                     | 44  | Lewis Hamilton     | Mercedes                  | 1:22,845         | 1:23,145         | 1:22,480         | 2            |
| 3                     | 3   | Lando Norris       | McLaren-Mercedes          | 1:23,553         | 1:23,256         | 1:22,931         | 3            |
| 4                     | 11  | Sergio Pérez       | Red Bull Racing-Honda     | 1:23,350         | 1:23,135         | 1:22,947         | 4            |
| 5                     | 55  | Carlos Sainz Jr.   | Ferrari                   | 1:23,624         | 1:23,174         | 1:22,992         | 5            |
| 6                     | 77  | Valtteri Bottas    | Mercedes                  | 1:23,117         | 1:23,246         | 1:23,036         | 6            |
| 7                     | 16  | Charles Leclerc    | Ferrari                   | 1:23,467         | 1:23,202         | 1:23,122         | 7            |
| 8                     | 22  | Yuki Tsunoda       | AlphaTauri-Honda          | 1:23,428         | 1:23,404         | 1:23,220         | 8            |
| 9                     | 31  | Esteban Ocon       | Alpine-Renault            | 1:23,764         | 1:23,420         | 1:23,389         | 9            |
| 10                    | 4   | Daniel Ricciardo   | McLaren-Mercedes          | 1:23,829         | 1:23,448         | 1:23,409         | 10           |
| 11                    | 14  | Fernando Alonso    | Alpine-Renault            | 1:23,846         | 1:23,460         | N/A              | 11           |
| 12                    | 10  | Pierre Gasly       | AlphaTauri-Honda          | 1:23,489         | 1:24,043         | N/A              | 12           |
| 13                    | 18  | Lance Stroll       | Aston Martin-Mercedes     | 1:24,061         | 1:24,066         | N/A              | 13           |
| 14                    | 99  | Antonio Giovinazzi | Alfa Romeo Racing-Ferrari | 1:24,118         | 1:24,251         | N/A              | 14           |
| 15                    | 5   | Sebastian Vettel   | Aston Martin-Mercedes     | 1:24,225         | 1:24,305         | N/A              | 15           |
| 16                    | 6   | Nicholas Latifi    | Williams-Mercedes         | 1:24,338         | N/A              | N/A              | 16           |
| 17                    | 63  | George Russell     | Williams-Mercedes         | 1:24,423         | N/A              | N/A              | 17           |
| 18                    | 7   | Kimi Räikkönen     | Alfa Romeo Racing-Ferrari | 1:24,779         | N/A              | N/A              | 18           |
| 19                    | 47  | Mick Schumacher    | Haas-Ferrari              | 1:24,906         | N/A              | N/A              | 19           |
| 20                    | 9   | Nikita Mazepin     | Haas-Ferrari              | 1:25,685         | N/A              | N/A              | 20           |
| Regula 107%: 1:28,644 |     |                    |                           |                  |                  |                  |              |
| Sursa:                |     |                    |                           |                  |                  |                  |              |

## Cursa

### Startul și tururile de deschidere
Pilotul Haas, Nikita Mazepin, s-a retras din cursă după ce a fost testat pozitiv cu COVID-19. Cursa a început la ora locală 17:00, duminică, 12 decembrie. Hamilton a preluat imediat conducerea de la Verstappen la startul cursei, determinându-l pe Verstappen să încerce să-și recâștige poziția în virajul 6. Traiectoria lui Verstappen l-a forțat pe Hamilton să iasă de pe pistă, iar britanicul a reintrat puțin mai departe de pilotul neerlandez decât înainte de viraj. Red Bull a protestat împotriva liniei de curse luate de Hamilton – argumentând că ar fi trebuit să cedeze poziția lui Verstappen – și li s-a spus prin radio că Hamilton a restituit în cele din urmă orice avantaj câștigat. Incidentul a fost îndrumat comisarilor, care au ajuns la concluzia că nu este necesară nicio investigație suplimentară. Hamilton a folosit apoi durabilitatea anvelopelor sale cu compus mediu pentru a-și extinde avantajul față de Verstappen, ale cărui anvelope cu compus moale sufereau o degradare mai mare.

### Opririle la boxe și mașina virtuală de siguranță
Verstappen s-a oprit la sfârșitul turului 13, Hamilton urmând exemplul un tur mai târziu, ambii optând pentru un set la cele mai dure anvelope. Prin oprirea la boxe a piloților de la conducere, Pérez s-a aflat pe primul loc, pilotul mexican fiind informat că strategia lui era să-l țină pe Hamilton pentru a-i permite coechipierului său, Verstappen, să-l ajungă din urmă. Hamilton l-a prins din urmă pe Pérez în turul 20; o apărare plină de energie din partea celui de-al doilea pilot Red Bull i-a permis lui Verstappen să reducă diferența. Verstappen a fost în cele din urmă incapabil să profite, ritmul superior al lui Hamilton extinzând diferența la patru secunde până la mijlocul cursei.
În turul 26, Räikkönen s-a ciocnit de barierele de la virajul 6, ceea ce l-a determinat să se retragă din cauza unor probleme de frână în a 349-a și ultima sa cursă de Formula 1. În același tur, Russell s-a retras în ultima sa cursă pentru Williams din cauza unor probleme cu cutia de viteze. În turul 35, Giovinazzi și-a retras mașina de-a lungul pistei din cauza unor probleme cu cutia de viteze, care au declanșat o scurtă perioadă de mașină virtuală de siguranță. Red Bull a folosit această ocazie pentru a-l aduce pe Verstappen pentru un nou set de anvelope cu compuși dur, fără a pierde poziția pe pistă; Mercedes, nedorind să renunțe la poziția de pistă, l-a îndrumat pe Hamilton să rămână pe pistă. Folosind avantajul anvelopelor mai proaspete, Verstappen a redus treptat deficitul post-oprire de la șaptesprezece secunde la unsprezece, dar nu într-un ritm care ar fi fost suficient pentru a-l prinde pe Hamilton înainte de sfârșitul cursei.

### Tururile finale
În turul 53, un accident al lui Nicholas Latifi a scos mașina de siguranță pe circuit. Hamilton a rămas din nou fără a se opri la boxe, în timp ce Verstappen a oprit în spatele lui pentru un nou set de anvelope, cele mai moi disponibile. Pérez s-a retras sub mașina de siguranță din cauza unor probleme la motor. După oprirea la boxe a lui Verstappen, el a rămas pe locul doi, dar cu cinci mașini întârziate – cele ale lui Norris, Alonso, Ocon, Leclerc și Vettel – între el și Hamilton (primul). În timp ce resturile de la accidentul lui Latifi erau curățate de comisarii de cursă, piloții întârziați au fost informați inițial că nu li se va permite să-și recâștige un tur. În timpul turului 57, directorul echipei Red Bull, Christian Horner, l-a întrebat pe directorul de cursă, Michael Masi, de ce mașinile întârziate nu au fost direcționate să depășească; Masi a dat apoi direcția că doar cele cinci mașini dintre Hamilton și Verstappen urmau să-și recâștige un tur singure.
Imediat după ce Vettel a trecut de mașina de siguranță pentru a se alătura turului principal, controlul cursei a anunțat că mașina de siguranță va intra la boxe la sfârșitul turului pentru a permite un ultim tur de curse cu steag verde, ceea ce a dus la proteste furioase din partea directorului echipei Mercedes, Toto. Wolff. În ultimul tur, Verstappen și-a folosit cauciucurile moi proaspete pentru a-l trece pe Hamilton în virajul 5 pentru a prelua conducerea cursei. A rezistat contraatacurilor de la Hamilton pentru a câștiga cursa și primul său Campionat Mondial al Piloților, Hamilton pe locul al doilea și pilotul Ferrari, Carlos Sainz Jr., pe locul trei. Mercedes a câștigat suficiente puncte pentru a câștiga al optulea titlu consecutiv la Constructori, extinzându-și propriul record. La radio, Wolff a făcut apel la Masi să reia ordinea penultimului tur, la care Masi i-a răspuns „Toto, se cheamă cursă cu mașini, ok, [noi] am mers la curse de mașini”.

### Protestele Mercedes după cursă
Mercedes a protestat împotriva rezultatului cursei din două puncte de vedere: pentru depășirea lui Verstappen a mașinii de siguranță, contrar articolului 48.8 din regulamentul sportiv de Formula 1, și că ei credeau că directorul cursei, Michael Masi, nu a urmat procedura corectă conform articolului 48.12, permițând doar mașinilor dintre Verstappen și Hamilton înainte de repornirea de la sfârșitul turului 57, în ciuda faptului că a respins inițial cererile de la Red Bull de a face acest lucru. Primul protest a fost respins, deoarece comisarii de cursă au decis că Verstappen a fost pentru un moment înaintea lui Hamilton în timpul procedurii de repornire a mașinii de siguranță și nu a constituit o depășire.
A doua problemă a fost mai controversată, Mercedes folosind un consilier juridic pentru protest. Mercedes a susținut că, în cazul în care se emite un mesaj pentru ca mașinile cu un tur în urmă să depășească în temeiul articolului 48.12, atunci toate mașinile întârziate sunt obligate să depășească și că mașina de siguranță trebuia să aștepte până la sfârșitul turului următor pentru a se întoarce pe linia boxelor; dacă acest proces a fost respectat, Mercedes a susținut că Hamilton ar fi câștigat cursa și, prin urmare, campionatul și a solicitat clasificarea să fie modificată ca atare. Red Bull a susținut că a) regulamentul prevedea „orice mașini”, nu „toate mașinile” trebuie să depășească în temeiul articolului 48.12; 48.13, care reglementează retragerea mașinii de siguranță, prevalează asupra articolului 48.12; c) Articolul 15.3 îi acordă directorului cursei (Michael Masi) autoritate supremă asupra utilizării mașinii de siguranță; și d) rezultatul cursei nu s-ar fi schimbat dacă toate cele opt mașini întârziate li s-ar fi permis să-și recâștige turul pierdut. Masi a susținut că principiul din spatele articolului 48.12 a fost de a elimina mașinile care „încurcau” piloții care concurează în turul lider și că toate echipele au convenit în principiu că toate cursele ar trebui să se încheie în condiții de cursă.
Al doilea protest a fost, de asemenea, respins; Comisarii au decis că, deși articolul 48.12 nu a fost aplicat în totalitate, argumentul Red Bull că articolul 48.13 și articolul 15.3 au depășit această regulă a fost corect și că ștergerea ultimului tur ar „scurta efectiv cursa retroactiv” și, prin urmare, a fost inadecvat. Cu protestele respinse, Verstappen a fost confirmat provizoriu drept campion mondial, în așteptarea oricărei contestații. Mercedes și-a depus intenția de a face apel la Curtea Internațională de Apel a FIA, invocând posibile încălcări ale articolului 15 din Codul Sportiv Internațional și ale articolului 10 din Codul Judiciar și Disciplinar al FIA, echipa având la dispoziție 72 de ore după încheierea cursei pentru a decide dacă doresc să ducă problema mai departe.

### Reacții după cursă
Într-un mesaj radio din ultimul tur către inginerul său de curse, Peter Bonnington, care nu a fost redat pe fluxul de televiziune, Lewis Hamilton a spus că rezultatul cursei a fost „manipulat”. George Russell, care va fi coechipierul lui Hamilton la Mercedes în 2022, a numit decizia de încheiere a cursei a directorului de cursă „inacceptabilă”. Lando Norris, care se afla în fața celor cinci mașini cărora li se permiteau să-și recâștige turul în urmă, a spus că decizia de a reporni cursa în ultimul tur a fost luată „pentru TV”, iar Fernando Alonso, Esteban Ocon, Charles Leclerc și Sebastian Vettel — piloții celorlalte patru mașini din grup — și-au exprimat, de asemenea, confuzia în legătură cu instrucțiunea bruscă de a depăși mașina de siguranță. Daniel Ricciardo – care a fost situat imediat în spatele lui Verstappen în timpul perioadei de mașină de siguranță și, prin urmare, nu i s-a permis să depășească – a spus că a rămas „mut” la instrucție, mai ales că nu i-a permis să concureze cu grupul de cinci mașini pe cauciucuri moi, iar Carlos Sainz - care a fost poziționat în spatele mașinilor lui Ricciardo și Stroll la repornire și a fost sub presiunea lui Tsunoda, Gasly și Bottas - a considerat că decizia de a relua cursa în aceste circumstanțe „aproape că l-a costat podiumul său".
Deciziile lui Masi au fost criticate pe rețelele de socializare și de către piloții de curse ca fiind neobișnuite și pentru a crea entuziasm. Fostul campion mondial, Damon Hill, a remarcat că decizia a apărut fără precedent, afirmând că este „un nou mod de a conduce acest sport, în care Directorul Cursei poate lua aceste decizii ad-hoc”. Fostul campion mondial, Nico Rosberg, a considerat că Masi „nu a respectat regulile” și că cererea lui Christian Horner lui Masi pentru „încă un tur de cursă” prin radio a fost nepotrivită, dar a simpatizat cu Masi spunând că „El are întreaga lume care se uită și el trebuie să decidă în următoarele 15 secunde ce face.” Scriind pentru Fox Sports⁠(d), Jack Austin a declarat că F1 a „proiectat” finalul pentru a crește entuziasmul spectatorilor. Jordan Bianchi de la The Athletic și-a exprimat un sentiment similar, sugerând că decizia lui Masi a fost de a se asigura că „Netflix primește o altă poveste suculentă pentru următorul sezon din Drive to Survive” și și-a pus la îndoială capacitatea de a oficia eficient o cursă. Ziarul neerlandez, NRC Handelsblad, a remarcat rolul pe care norocul l-a jucat de-a lungul sezonului și că nu a fost vina lui Verstappen că victoria sa „a devenit contaminată de controverse”. În de Volkskrant s-a remarcat necesitatea controlului cursei pentru a lua decizii rapide și sub presiune. S-a remarcat, de asemenea, că decizia lui Masi de a permite unora, dar nu tuturor mașinilor întârziate, să depășească mașinia de siguranță a contrazis un comentariu pe care l-a făcut presei după Marele Premiu de la Eifel din 2020, unde a spus că „există o cerință în regulamentele sportive de oferi tuturor mașinilor întârziate șansa de a-și recâștiga un tur.”

### Clasament
| Poz.                                                                            | Nr. | Pilot              | Constructor               | Tururi | Timp/Retras        | Puncte |
| ------------------------------------------------------------------------------- | --- | ------------------ | ------------------------- | ------ | ------------------ | ------ |
| 1                                                                               | 33  | Max Verstappen     | Red Bull Racing-Honda     | 58     | 1:30:17,345        | 26     |
| 2                                                                               | 44  | Lewis Hamilton     | Mercedes                  | 58     | +2,256             | 18     |
| 3                                                                               | 55  | Carlos Sainz Jr.   | Ferrari                   | 58     | +5,173             | 15     |
| 4                                                                               | 22  | Yuki Tsunoda       | AlphaTauri-Honda          | 58     | +5,692             | 12     |
| 5                                                                               | 10  | Pierre Gasly       | AlphaTauri-Honda          | 58     | +6,531             | 10     |
| 6                                                                               | 77  | Valtteri Bottas    | Mercedes                  | 58     | +7,463             | 8      |
| 7                                                                               | 4   | Lando Norris       | McLaren-Mercedes          | 58     | +59,200            | 6      |
| 8                                                                               | 14  | Fernando Alonso    | Alpine-Renault            | 58     | +1:01,708          | 4      |
| 9                                                                               | 31  | Esteban Ocon       | Alpine-Renault            | 58     | +1:04,026          | 2      |
| 10                                                                              | 16  | Charles Leclerc    | Ferrari                   | 58     | +1:06:057          | 1      |
| 11                                                                              | 5   | Sebastian Vettel   | Aston Martin-Mercedes     | 58     | +1:07,527          |        |
| 12                                                                              | 3   | Daniel Ricciardo   | McLaren-Mercedes          | 57     | +1 tur             |        |
| 13                                                                              | 18  | Lance Stroll       | Aston Martin-Mercedes     | 57     | +1 tur             |        |
| 14                                                                              | 47  | Mick Schumacher    | Haas-Ferrari              | 57     | +1 tur             |        |
| 15                                                                              | 11  | Sergio Pérez       | Red Bull Racing-Honda     | 55     | Presiunea uleiului |        |
| Ab                                                                              | 6   | Nicholas Latifi    | Williams-Mercedes         | 50     | Accident           |        |
| Ab                                                                              | 99  | Antonio Giovinazzi | Alfa Romeo Racing-Ferrari | 33     | Hidraulice         |        |
| Ab                                                                              | 63  | George Russell     | Williams-Mercedes         | 26     | Cutia de viteze    |        |
| Ab                                                                              | 7   | Kimi Räikkönen     | Alfa Romeo Racing-Ferrari | 25     | Frâne              |        |
| NS                                                                              | 9   | Nikita Mazepin     | Haas-Ferrari              | 0      | Sănătate           |        |
| Cel mai rapid tur: Max Verstappen (Red Bull Racing-Honda) – 1:26,103 (turul 39) |     |                    |                           |        |                    |        |
| Sursa:                                                                          |     |                    |                           |        |                    |        |

| Loc    | 1  | 2  | 3  | 4  | 5  | 6 | 7 | 8 | 9 | 10 | CMRT |
| Puncte | 25 | 18 | 15 | 12 | 10 | 8 | 6 | 4 | 2 | 1  | 1    |

Note
- ^1 – Include un punct pentru cel mai rapid tur.
- ^2 – Sergio Pérez nu a terminat cursa, însă a fost clasat deoarece a parcurs mai mult de 90% din cursă.[41]
- ^3 – Nikita Mazepin s-a retras înainte de cursă, deoarece a fost testat pozitiv pentru coronavirus. Locul lui pe grilă a rămas liber.[43]

## Clasamentele finale ale campionatelor
|           | Poz. | Pilot            | Puncte |
| --------- | ---- | ---------------- | ------ |
| Unchanged | 1    | Max Verstappen   | 395,5  |
| Unchanged | 2    | Lewis Hamilton   | 387,5  |
| Unchanged | 3    | Valtteri Bottas  | 226    |
| Unchanged | 4    | Sergio Pérez     | 190    |
| 2         | 5    | Carlos Sainz Jr. | 164,5  |
| Sursa:    |      |                  |        |

|           | Poz. | Constructor           | Puncte |
| --------- | ---- | --------------------- | ------ |
| Unchanged | 1    | Mercedes              | 613,5  |
| Unchanged | 2    | Red Bull Racing-Honda | 585,5  |
| Unchanged | 3    | Ferrari               | 323,5  |
| Unchanged | 4    | McLaren-Mercedes      | 275    |
| Unchanged | 5    | Alpine-Renault        | 155    |
| Sursa:    |      |                       |        |

- Notă: Doar primele cinci locuri sunt prezentate în ambele clasamente.